# Motor în doi timpi
Motorul în doi timpi este un motor cu ardere internă care funcționează pe baza unui ciclu care se desfășoară numai în decursul unei rotații a arborelui cotit (ciclu în doi timpi). Ciclul motor are loc numai într-o singură rotație a arborelui cotit, o fracțiune din cursa pistonului fiind suficientă pentru baleiajul cilindrului (schimbarea încărcăturii acestuia). Cursa pistonului este doar parțial folosită la comprimare și destindere. 

## Utilizare
Motorul în doi timpi (pe benzină) a fost foarte popular de-a lungul secolelor XIX-XX în cadrul motocicletor și al altor dispozitive mici cu motor, cum ar fi fierăstraiele cu lanț și motoare de bărci. Ele au mai fost utilizate la unele autoturisme, câteva tractoare și multe nave. Un avantaj era designul simplu (și prin urmare costuri reduse) și raportul mare dintre putere și greutate. Costurile mici de întreținere și de reparație au făcut ca motorul în doi timpi să fie incredibil de popular în SUA până la controalele EPA mai stricte ale emisiilor de gaze din 1978 (care au intrat în vigoare în 1980) și din 2004 (care au intrat în vigoare în 2005 și 2010). Industria de mașini a reacționat prin trecerea la motoare pe benzină în patru timpi, care  poluează mai puțin. Cele mai multe modele mici folosesc ungerea cu petroil (așa zisul ulei în doi timpi), uleiul fiind ars în camera de ardere, provocând  "fum albastru" și alte tipuri de substanțe de evacuare de poluare. Aceasta este una dintre cauzele principale pentru care în multe aplicații motoarele în doi timpi au fost înlocuite cu motoarele în patru timpi.

## Principiul de funcționare

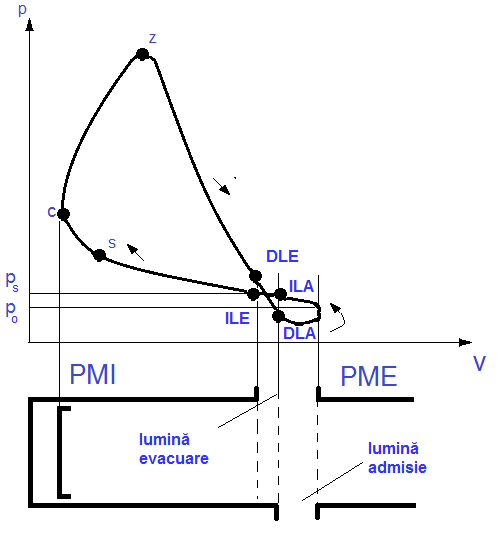
Principiul de funcționare al motorului în 2 timpi

Pistonul se deplasează din PMI (punctul mort interior) către PME (punctul mort exterior, vezi notațiile din figura alăturată) după arderea carburantului (atingându-se presiunea maximă în punctul z). Urmează destinderea DLE în cilindru, pistonul deschide ferestrele (sau lumini de evacuare) plasate la periferia cilindrului astfel încât gazele arse din cilindru ies spre exterior, iar presiunea coboară sub valoarea celei din colectorul de admisie (ps).
ps > po (pentru asigurarea schimbului de gaze în cilindru)

po - presiunea atmosferică
Pistonul își continuă deplasarea și deschide ferestrele de admisie, DLA. Deoarece presiunea în cilindru a devenit mai mică decât cea din colectorul de admisie, fluidul intră în cilindru. Acesta, dirijat corespunzător, face ca gazele arse din cilindru să ajungă în colectorul de evacuare pentru a se asigura umplerea cilindrului. Procesul de încărcare continuă până la închiderea completă a luminilor de admisie ILA și de evacuare ILE. În continuare începe comprimarea efectivă a încărcăturii urmată de aprindere (s) și ardere. Urmează repetarea întregului proces.
..